# Дебати Харта–Фуллера
Дебати Харта - Фуллера — це обмін між американським професором права Лоном Л. Фуллером та його англійським колегою Х. Л. А. Хартом, що опублікований у Harvard Law Review у 1958 році про мораль і право, який продемонстрував розрив між позитивістською та філософією природного права. Гарт дотримувався позитивістської позиції, стверджуючи, що мораль і право є роздільними. Відповідь Фуллера стверджувала, що мораль є джерелом обов’язкової сили права.

## Справа нацистського інформатора
У дебатах обговорюється вердикт, що був винесений рішенням післявоєнного західнонімецького суду у справі:
«У 1944 році підсудна, бажаючи позбутися свого чоловіка, повідомила владі про принизливі зауваження, які він зробив про Гітлера, перебуваючи вдома у відпустці з німецької армії. Дружина підсудного дала свідчення проти нього, чоловіка військові засудили до страти. Судячи з усього, згідно зі статутом, чоловік був відправлений на фронт після поразки , дружина, а також суддя, який виніс вирок її чоловікові, були звинувачені згідно з § 289 Німецького кримінального кодексу 1871 р. за незаконне позбавлення волі іншої особи ('rechtswidrige Freiheitsberaubung'). 
Після звернення до Німецького суду останньої інстанції у кримінальних справах постановив, що суддя, який виніс вирок, має бути виправданий, але дружина винна, оскільки вона використала це за власним бажанням. нацистський «закон», який суперечить «чистій свідомості та почуттю справедливості всіх порядних людей» щодо смерті чи ув’язнення її чоловіка.

## Філософія

### Контекст
Юриспруденція відноситься до аналізу філософії права. У юриспруденції існує декілька шкіл думки, але дебати Харта–Фуллера стосуються лише правового позитивізму та теорії природного права.  Юридичні позитивісти вважають, що «до тих пір, поки несправедливий закон є дійсним законом, людина має юридичний обов’язок його дотримуватись». Позитивісти зневажають мораль дійсних законів і розглядають закон як єдине джерело авторитету щодо того, що є дійсним. Теоретики природного права бачать прямий зв'язок між дійсністю та мораллю.

### Аргументи

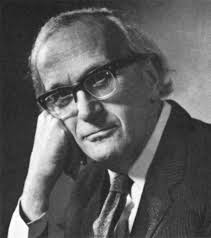
Г.Л.А Харт

У початковій статті Харта «Позитивізм і розмежування закону та моралі» він встановлює, що погляд «теорії наказу» юридичного позитивізму, заявлений Джоном Остіном і який стверджує, що закони є наказами для людей, є неадекватним, так як вони не точно відображають природу законів.  Після, Харт захищає проблему «ядра та півтіні», яка підіймається, коли значення закону підлягає інтерпритації. Проблема півтіні підіймається, коли визначення слова в законі є неадекватним у вирішенні результату справи, що призводить до людського тлумачення закону як вирішального фактора. Прикладом є закон, який стосується транспортного засобу, що явно означало б автомобіль в основному випадку, але у випадку півтіні транспортним засобом, про який йде мова, є літак або мотоцикл. Харт припустив, що замість тлумачення закону з огляду на суб’єктивні моральні цінності даного слова, закон слід тлумачити з огляду на мету закону. Нарешті, Гарт підходить до критики розмежування права та моралі в середовищі закону надзвичайного зла. Він обговорює погляди Радбруха і Кельзена на надзвичайно корумповану правову систему нацистського режиму. Від цієї дискусії він переходить до аналізу справи нацистського інформатора. У цій дискусії, він не погоджується з аргументацією рішення суду та пропонує дві альтернативи: залишити жінку безкарною, що, на його думку, є неправильним з моральної точки зору, або покарати її та визнати, що це створить небезпечний прецедент ретроспективного закону. Гарт каже, що обидва ці два варіанти є злом, що показує, що приховування моралі права не є рішенням. 
У відповіді Фуллера на «Позитивізм і розмежування закону і моралі», названий, «Позитивізм і вірність закону: відповідь професору Гарту» він критикує нездатність Гарта визнати мораль, залучену до створення закону, і відкидає його пропозицію інтерпретувати ціль закону в цілому, а не значення окремих слів.  Фуллер каже, що вид поваги, яку ми проявляємо людським законам, повинна відрізнятися від поваги, яку ми проявляємо до наукового закону. Щоб закон заслуговував нашої поваги, він повинен «представляти певний загальний напрямок людських зусиль, який ми можемо зрозуміти й описати», а принцип закону має бути безумовно дійсним.
У першому розділі, «Визначення права», Фуллер усуває різницю в поглядах між Остіном, Греєм, Бентамом і Холмсом, усіма позитивістами, яких захищав Гарт. Фуллер каже, що заява позитивістів про те, що як би не було визначено право, воно відрізняється від моралі, є безкорисним. Потім він каже, що дисертація Гарта є неповною через безкорисну ідею, на яку він посилався, і що для того, щоб вона була повною, він мав би визначити закон таким чином, щоб «зробити значущим обов’язок вірності закону».
У наступному розділі «Визначення моралі» Фуллер порівнює тих, хто погоджується з Гартом, до людей, що будують захист села, знаючи, кого вони хочуть захистити, але не від кого вони захищають їх. Те, що вони намагаються захистити, - це цілісність концепції права, та їхній захист - це точне визначення права, але нападники - це те, до чого їхні визначення не стосуються. Фуллер інтерпретує наведені Гартом приклади багатьох ступенів «того, що має бути», які є аморальними, дійшовши висновку, що Гарт нагадує позитивістам, що програма, яку вони ухвалюють, може призвести до небажаних моральних наслідків. Фуллер погоджується з цією думкою та надає наступні зауваження та запитання:
1. Фуллер зауважує, що Харт припускає, що злії цілі мають таку ж узгодженість і логіку, як і добрі цілі, і він не погоджується з цим, вважаючи, що узгодженість і добро мають більшу кореляцію, ніж узгодженість і зло. Потім він висловлює свою віру в те, що коли хтось пояснює свої рішення, рішення рухатимуться до добра. [6] Нарешті, він відкидає ідею про те, що правова система з часом  працюватиме самотужки, в напрямку доброти, в кожному випадку, стверджуючи, що замість цього вона закріпиться в несправедливій поведінці.
2. Фуллер ставить під сумнів ідею про те, що зменшення розмежування між законом і мораллю призведе до вкорінення аморальних цінностей у системі правосуддя, запитуючи, яким буде захист від цього ризику. Потім він каже, що відповіді немає в роботах Остіна, Грея, Холмса та Харта, оскільки вони розбивають проблему на стан простоти, який ігнорує справжні небезпеки.
3. Фуллер висуває гіпотезу про ситуацію, в якій суддя прагне досягти мети, яку більшість громадян вважатиме морально неправильною, і запитує, чи буде суддя ймовірно прийняти своє рішення на основі вищих моральних принципів, чи прагнутиме підтримувати тлумачення у відповідності з існуючими законами. і пояснити рішення таким чином, щоб це відповідало законам.
4. Фуллер висуває гіпотезу про ситуацію, в якій вони з Гартом перебувають у країні, де їхні переконання становлять меншість, і вони вважають, що переконання більшості є злом. Він каже, що вони будуть хвилюватися, що закони будуть маніпулювати, щоб діяти проти їхніх переконань, але сумнівається, що вони будуть хвилюватися, що хтось оскаржить ці закони, апелюючи до злих переконань більшості. Він каже, що навіть у найрепресивніших інституціях існує небажання кодифікувати надзвичайно злі закони, і що очевидно, що небажання походить від тенденції пов’язувати закон із мораллю, яку легко виправдати.
5. Фуллер каже, що в групах, де судовий процес функціонує ефективно, дуже малоймовірно, що аморальний закон буде інтегрований. Він захищає це, наводячи приклад комерційного права у Британії, яке приймає формалізм «закон-є-закон», що йде всупереч роботі лорда Менсфілда в цій галузі. У той час ця ситуація стала великою проблемою, оскільки багато комерційних справ було передано в арбітраж. Фуллер каже, що причиною такого переходу до арбітражу є те, що арбітри готові запропонувати більш гнучкий процес, який більше враховує потреби ситуації та галузі. Наприкінці Фуллер каже, що, незважаючи на те, що Гарт відкидає «формалізм», він вважає, що теорія Гарта схиляється до формалізму.
6. Фуллер посилається на едикт Папи римсько-католицьким юристам від 1949 року не виносити вироки, засновані на законах, які церква вважає несправедливими [7] кажучи, що це випадок упередженості, яка часто впливає на те, як хтось сприймає предмет. Він каже, що це конфлікт між двома різними видами права, і що в такій ситуації важко мати змістовний обмін на цю тему, що може вплинути на читачів есе Гарта.

У третьому розділі Фуллера «Моральні основи правового порядку» він починає з погодження з аналізом командної теорії Харта. Потім він каже, що передбачив, що Харт визнає роль моралі в законотворенні, і критикує Харта за те, що він не визнає стосунків. Це змушує його проаналізувати "Лекції Остіна V і VI" з юриспруденції, висвітлюючи невідповідності в теоріях Остіна, які могли легко змусити його відмовитися від своєї командної теорії. Далі Фуллер запитує, як можуть бути визначені слова «фундаментальний» і «суттєвий», враховуючи ідею Харта про фундаментальні правила, визначаючі основний законодавчий процес. Він визнає, що теорія Кельзена мала відповідь на це питання, але вона досягається шляхом спрощення реальності настільки, що вона може бути поглинена позитивізмом. Фуллер каже, що письмові конституції життєво важливі в правових системах і повинні тимчасово прийматися як хороший закон.
У п’ятому розділі Фуллера «Проблема відновлення поваги до закону та справедливості після краху режиму, який не поважав ні того, ні іншого», він розглядає справу нацистського інформатора. Фуллер вважав, що жоден із нацистських законів не є дійсним, оскільки весь режим був злим, а законотворчому процесу бракувало внутрішньої моралі. 

## Дивіться також
- Дебати Харта–Дворкіна
- Правовий позитивізм
- Природне право

## Зовнішні посилання
- Jan Komárek: Ještě ke konferenci k padesátinám debaty mezi HLA Hartem a Lonem Fullerem (чес.)
- Аакаш Сінгх Ратор, «Відеолекція про дебати Харт-Фуллер»: